# Perreault Casgrain
Pour les articles homonymes, voir Casgrain.
Pour les autres membres de la famille, voir Famille Casgrain.
Perreault Casgrain, né à Québec le 18 janvier 1898 et mort à Montréal le 26 avril 1981, est un avocat et homme politique québécois.

## Biographie

### Jeunesse et études
Il fait ses études au pensionnat Saint-Jean-Berchmans à Québec, au Séminaire de Québec, au St. Procoplus College à Chicago (Illinois), devenu Benedictine University, au Collège de Sainte-Anne-de-la-Pocatière et à l’Université Laval,,.
Admis au Barreau du Québec en 1920, il obtient le titre de conseiller du Roi (C.R.) en 1930.
Il pratique le droit à Rimouski (1920-1974) puis à Montréal (1974-1981). En 1974, en effet, il quitte la société Casgrain Desrosiers Lévesque Bujold Villeneuve, fondée en 1877 à Rimouski, devenue en 1999 Cain Lamarre Casgrain Wells, S.E.N.C.R.L./avocats, pour s'installer, jusqu'en 1981, à titre d'avocat-conseil auprès de l’étude légale montréalaise Lavery, O’Brien, devenue en 2013 Lavery Droit-Affaires.

### Carrière politique
Perreault Casgrain est élu député libéral dans Gaspé-Nord à l'élection générale du 25 octobre 1939. Ministre sans portefeuille dans le gouvernement Gouvernement Godbout en 1942, il est défait à l'élection générale du 8 août 1944.
Selon Perreault Casgrain, le premier ministre Adélard Godbout était un « véritable héros libéral, progressiste, fédéraliste et patriotique qui défend l’autonomie de la province ». Il déclare ainsi, le 22 mars 1944 : « Après la guerre, le Canada sera l’un des plus grands pays du monde; les provinces auront une nouvelle Conférence à Ottawa tôt ou tard, où elles réclameront de nouveaux pouvoirs pour accroître nos moyens d’action et notre vitalité ethnique et développer leurs ressources. Certains articles du rapport Rowell-Sirois seront utilisés pour resserrer les liens entre les provinces. C’est alors qu’il faudra un homme de la trempe du premier ministre pour régler l’avenir de notre petite patrie ».
Il est président de l’Association du Barreau canadien en 1942 et 1951, bâtonnier du Barreau du Bas-Saint-Laurent en 1940-1941 et vice-président de l’Union internationale des avocats en 1968 et 1969.

## Vie familiale
Perreault Casgrain est membre de la famille Casgrain, famille illustre dans l’histoire politique du Québec. Il est l’arrière-petit-fils de Charles-Eusèbe Casgrain (1800-1848), député de Kamouraska en 1830, petit-fils de Joseph-Alfred Mousseau (1837-1886), premier ministre du Québec (1882-1884), et de Philippe Baby Casgrain, député du Parti libéral du Canada dans L’Islet (1872-1891), petit-neveu de Charles-Eugène (Charles Eusèbe) Casgrain, sénateur (1887-1907) et de Charles-Alphonse-Pantaléon Pelletier (1837-1911), député de Kamouraska à la Chambre des communes du Canada et lieutenant-gouverneur du Québec (1908-1911), frère de Jacques Casgrain (1908-1992), juge à la Cour provinciale du Québec, et père de Philippe Casgrain.

## Distinction
- 1973 -  Officier de l'Ordre du Canada[17]